# Vijfhonderd-in-beoosten-Eedepolder
De Vijfhonderd-in-beoosten-Eedepolder is een polder ten zuidwesten van Oostburg, behorende tot de Oranjepolders.
De polder, in feite een middeleeuwse polder was, na de inundatie van 1583, omstreeks 1650 weer drooggemaakt. De polder ia 196 ha groot.
De polder wordt begrensd door de Brugsevaart, de Maagdenbergweg en de Boomkreekweg. In het noordwesten van de polder vindt men de buurtschap Konijnenberg.
In het oosten van de polder vindt men de Boomkreek. Voorts werd daar een tuin aangelegd door de Stichting Euregio Tuinen, maar dit project eindigde weldra (in 2004) met een faillissement, waardoor veel gemeenschapsgeld verloren is gegaan. Gebouwen en tuinen kregen geen definitieve bestemming en raakten in verval.